# Salvia canariensis

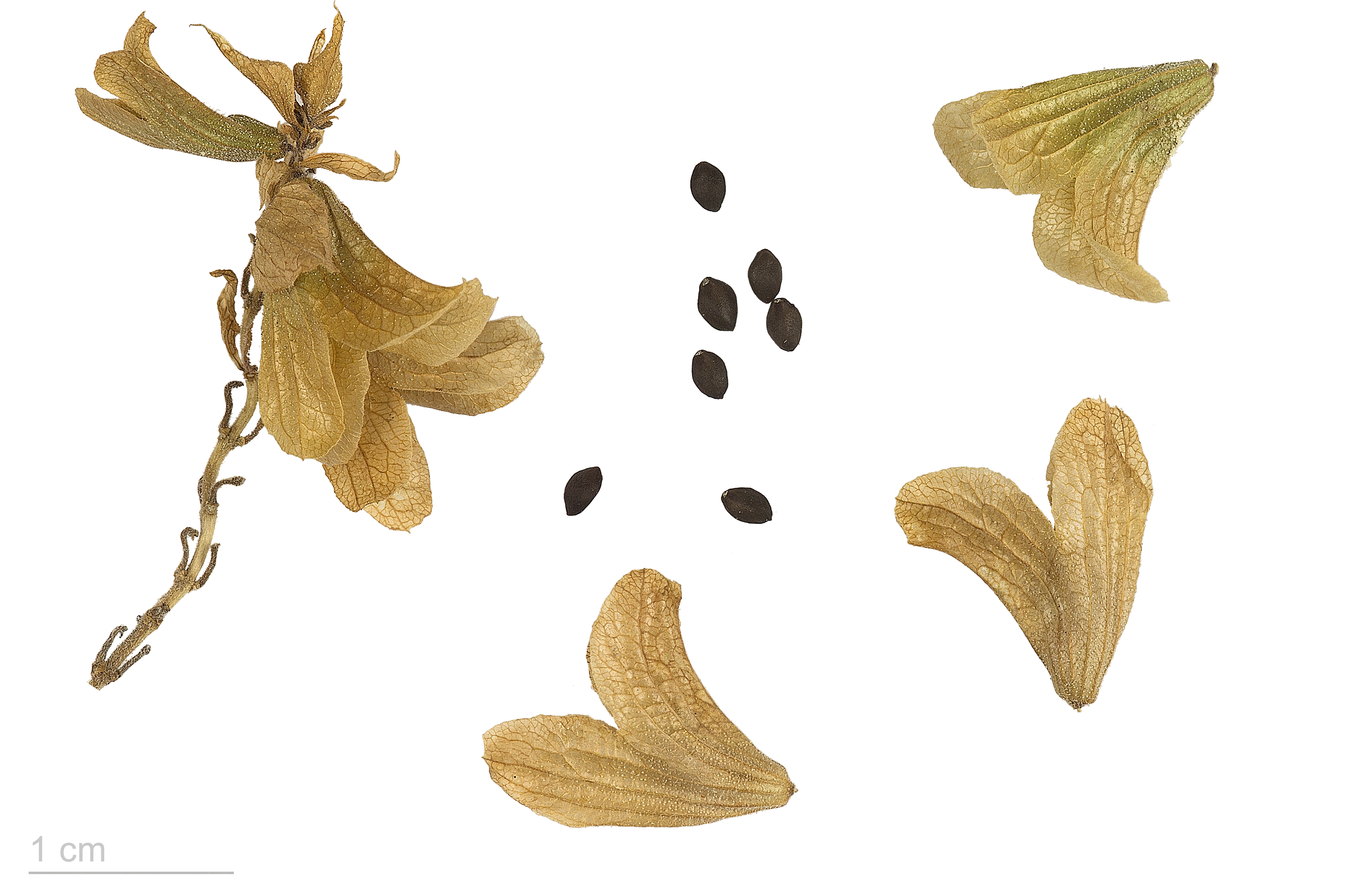
Salvia canariensis - MHNT

Salvia canariensis es una especie de planta herbácea de la familia de las lamiáceas. Es originaria de las Islas Canarias.

## Descripción
Es un arbusto de hasta 2 m de altura, que se diferencia por sus hojas grandes, lanceoladas, estrechas y con base sagitada. Las brácteas son de color morado y son más largas que el cáliz.

## Distribución
Salvia canariensis es un endemismo de las Islas Canarias.

## Taxonomía
Salvia canariensis fue descrita por  Carlos Linneo y publicado en Species Plantarum 1: 26. 1753.
Etimología
Ver: Salvia
canariensis: del archipiélago canario, en su sentido más amplio. 
Sinonimia
- Sclarea tomentosa Mill., Gard. Dict. ed. 8: 13 (1768).
- Schraderia hastata Moench, Methodus: 378 (1794).
- Salvia lanata Salisb., Prodr. Stirp. Chap. Allerton: 74 (1796).[3]

## Nombres comunes
- Salvia canaria, garitopa o salvia morisca.